# Aichilik River
Der Aichilik River ist ein etwa 127 km langer Zufluss der Beaufortsee im Bereich der North Slope im Nordosten des US-Bundesstaats Alaska.

## Verlauf
Der Aichilik River entspringt in den Romanzof Mountains, ein Gebirgszug der Brookskette, auf einer Höhe von etwa 1670 m. 
Der Aichilik River fließt anfangs in nordnordöstlicher Richtung durch das Bergland. Bei Flusskilometer 73 trifft der Leffingwell Fork rechtsseitig auf den Fluss. Wenig später, bei Flusskilometer 65, durchschneidet der Aichilik River einen niedrigen Höhenkamm und erreicht im Anschluss die Küstenebene. Dort wendet sich der Aichilik River nach Nordosten. 3,2 km oberhalb der Mündung in die Beaufort Lagoon zweigt ein größerer Mündungsarm links ab. Die Flussmündung befindet sich 68 km ostsüdöstlich von Kaktovik sowie 45 km westnordwestlich der kanadischen Staatsgrenze.

## Einzugsgebiet
Das etwa 1825 km² große Einzugsgebiet des Aichilik River befindet sich im Arctic National Wildlife Refuge. Es grenzt im Osten an das Einzugsgebiet des Egaksrak River, der 2 km weiter östlich in die Egaksrak Lagoon mündet. Im Süden grenzt das Einzugsgebiet an das des Kongakut River, im äußersten Südwesten an das des Sheenjek River, im Westen an das des Jago River sowie im Nordwesten an die Einzugsgebiete der kleineren Flüsse Angun River und Kogotpak River.

## Namensgebung
Der Fluss erhielt seinen heutigen Namen im Jahr 1918 von dem Arktisforscher und Geologen Ernest de Koven Leffingwell. Der Flussname Aichilik stammt aus der Sprache der Eskimo.